# باري ليتل
باري ليتل (بالإنجليزية: Barry Little)‏ (25 أغسطس 1964 بغرينتش في المملكة المتحدة - ) هو لاعب كرة قدم بريطاني في مركز الوسط. لعب مع تشارلتون أثلتيك ونادي بارنت ونادي دوفر أتليتيك ونادي فيشر أثليتيك ونادي داغنهام ‏.